# Tariffs, Blockades, and Inflation
Tariffs, Blockades, and Inflation: The Economics of the Civil War es un libro de economía escrito por Mark Thornton y Robert Ekelund. El libro, escrito desde la perspectiva de la Escuela Austriaca, trata las situaciones socioeconómicas de la guerra civil estadounidense.

## Resumen
Tariffs, Blockades, and Inflation cubre algunos conceptos económicos, algunos análisis de los bloqueos, los esfuerzos de la Unión y la Confederación para financiar la guerra, y las consecuencias de esta última. En el orden del libro, primero analiza el por qué inició la Guerra Civil, y porqué en la época en que lo hizo. Más adelante echa un vistazo a la realidad económica de ambos bandos: Norte y Sur, observando además las estrategias financieras de cada uno para pagar la guerra y qué motivos serían los que propiciaron una derrota sureña. Por último, la obra discute el efecto económico de la Reconstrucción y el impacto que dejó en la población de ex-esclavos.
La obra en general aplica análisis económicos contemporáneos como oferta y demanda, la teoría del mercado moderno y las ciencias económicas de la política para interpretar los eventos de la guerra.